# Culicoides alpicola
Culicoides alpicola är en tvåvingeart som först beskrevs av Gabriel Strobl 1910.  Culicoides alpicola ingår i släktet Culicoides och familjen svidknott.
Artens utbredningsområde är Österrike. Inga underarter finns listade i Catalogue of Life.